# Salvelinus faroensis
Salvelinus faroensis är en fiskart som beskrevs av Joensen och Tåning, 1970. Salvelinus faroensis ingår i släktet Salvelinus och familjen laxfiskar. Inga underarter finns listade i Catalogue of Life.